# Velîki Hrîbovîci, Jovkva
Velîki Hrîbovîci (în ucraineană Великі Грибовичі) este localitatea de reședință a comunei Velîki Hrîbovîci din raionul Jovkva, regiunea Liov, Ucraina.

## Demografie
Componența lingvistică a localității Velîki Hrîbovîci
     Ucraineană (99,65%)
     Alte limbi (0,35%)
Conform recensământului din 2001, majoritatea populației localității Velîki Hrîbovîci era vorbitoare de ucraineană (99,65%), existând în minoritate și vorbitori de alte limbi.